# Métro de Taizhou
Le métro de Taizhou (chinois : 台州轨道交通 ; pinyin : Tāizhōu guǐdào jiāotōng), également connu sous le nom de Taizhou Rail Transit, est un réseau de métro situé à Taizhou, dans la province du Zhejiang, en Chine.
Le système est exploité par Taizhou Rail Transit Construction and Development Co., Ltd. La phase I, une ligne S1 inaugurée le 28 décembre 2022, et la ligne S2 commenceront à être construites en 2023. À terme, les lignes S3 et S4 seront construites. Le système aura une longueur totale de 215 km en 2025, et de  584 km une fois achevé.[réf. nécessaire]

## Historique
La première phase du plan a été approuvée par la Commission du développement et de la réforme de la république populaire de Chine en décembre 2014 et approuvée par la Commission provinciale de développement et de réforme du Zhejiang en septembre 2016. La construction de la ligne S1 a commencé en novembre 2016,.

## Lignes

Carte de la phase I du métro de Taizhou.

| Ligne | Terminaux (District / Bannière) | Terminaux (District / Bannière) | Ouverture prévue | Longueur km | Stations |
| ----- | ------------------------------- | ------------------------------- | ---------------- | ----------- | -------- |
| S1    | Gare de Taizhou                 | Chengnan                        | 2022             | 52,4        | 15       |
| S2    | Beiyang                         | Wurenji Xiaozhen                | Inconnue         | 25,8        | 19       |